# ADS 17087
ADS 17087  — кратная звезда в созвездии Андромеды на расстоянии (вычисленном из значения параллакса) приблизительно 502 световых лет (около 154 парсеков) от Солнца. Возраст звезды определён как около 110 млн лет.
Пара первого и второго компонентов (V413 Андромеды (лат. V413 Andromedae), HD 223971) — двойная затменная переменная звезда типа Алголя (EA). Видимая звёздная величина — от +8,46m до +7,61m. Орбитальный период — около 53 суток.

## Характеристики
Первый компонент — жёлтый гигант, эруптивная переменная звезда типа RS Гончих Псов (RS) спектрального класса G0III, или G6III, или F8. Масса — около 2,667 солнечных, радиус — около 7,2 солнечных, светимость — около 45,961 солнечных. Эффективная температура — около 5600 K.
Второй компонент — белая звезда спектрального класса A7V.
Третий компонент — красный карлик спектрального класса M. Масса — около 215,99 юпитерианских (0,2062 солнечной). Удалён на 2,074 а.е..
Четвёртый компонент (HD 223971B) — жёлтый карлик спектрального класса G. Видимая звёздная величина звезды — +12,7m. Радиус — около 0,93 солнечного, светимость — около 0,538 солнечной. Эффективная температура — около 5114 K. Удалён на 4,6 угловых секунды.
Пятый компонент (CCDM J23540+3916C). Видимая звёздная величина звезды — +11,3m. Удалён на 92,5 угловых секунды.
Шестой компонент (BD+38 5090) — жёлтый карлик спектрального класса G0. Видимая звёздная величина звезды — +9,1m. Масса — около 1,081 солнечной, радиус — около 1,02 солнечного, светимость — около 1,105 солнечной. Эффективная температура — около 5851 K. Удалён на 102,3 угловых секунды.

## Планетная система
В 2019 году учёными, анализирующими данные проектов HIPPARCOS и Gaia, у звезды BD+38 5090 обнаружена планета.